# Kevert whisky
A kevert whisky vagy blended whisky olyan whisky, melynek gyártásakor valamilyen hagyományos whiskyfajtát (például malátawhiskyt vagy rozswhiskyt) szeszfinomítóban készült, a hagyományos főzeteknél jellegtelenebb ízvilágú  gabonawhiskyvel vagy finomszesszel kevernek. A kevert whisky ízvilágát jellemzően a hagyományos whisky uralja, miközben a keverék térfogatának általában csak kisebbik részét teszi ki. A skót, az ír és a kanadai whiskyk legnagyobb része kevert whisky, és a japán whiskyk közt is gyakori, az amerikai whiskygyártásban azonban ma már ritka típus.
A semlegesebb összetevő legalább 94% alkoholtartalomig finomított gabonaszesz, de országonként eltér, hogy pontosan milyen erősen szabad finomítani és kell-e tölgyfahordóban érlelni. Skóciában, Írországban és az Európai Unió többi országában a kevert whisky is csak olyan, legalább 3 évig érlelt gabonapárlatokból állhat, melyek önmagukban is whiskynek minősülnek. A kanadai whiskytörvény nem korlátozza a finomítás mértékét, de minden összetevőt legalább három évig kell érlelni és a keverékben felismerhető kell, hogy legyen a whiskyjelleg. Az amerikai törvények egyszerű, érleletlen finomszeszt is engedélyeznek a kevert whiskyben, de mellette legalább ötödrész érlelt, hagyományos (straight) whiskyt kell tartalmaznia. Az eltérő szabályozás miatt az amerikai kevert whiskyk általában nem forgalmazhatók whiskyként az Európai Unióban.
A mai skót terminológiában a kevert whisky (blended Scotch whisky) mellett az olyan whiskyk is blended jelzőt kapnak, melyek egyetlen fajta whiskyből állnak, de nem egyetlen lepárlóból származnak. A blended malt és a blended grain skót whiskyk tehát nem klasszikus blended whiskyk, hanem tiszta maláta- illetve gabonawhiskyk. Ezt a nevezékrendszert 2004-ben mesterségesen vezette be a Scotch Whisky Association, és 2009-ben rögzítették a skót whiskytörvényben.
A kevert whisky az 1850-es években jelent meg először, miután a Coffey-féle szeszfinomítóval készült gabonaszesz nem aratott sikert a whiskyfogyasztók között, ezért hagyományos whiskyvel keverve hozták forgalomba.

## Eredete

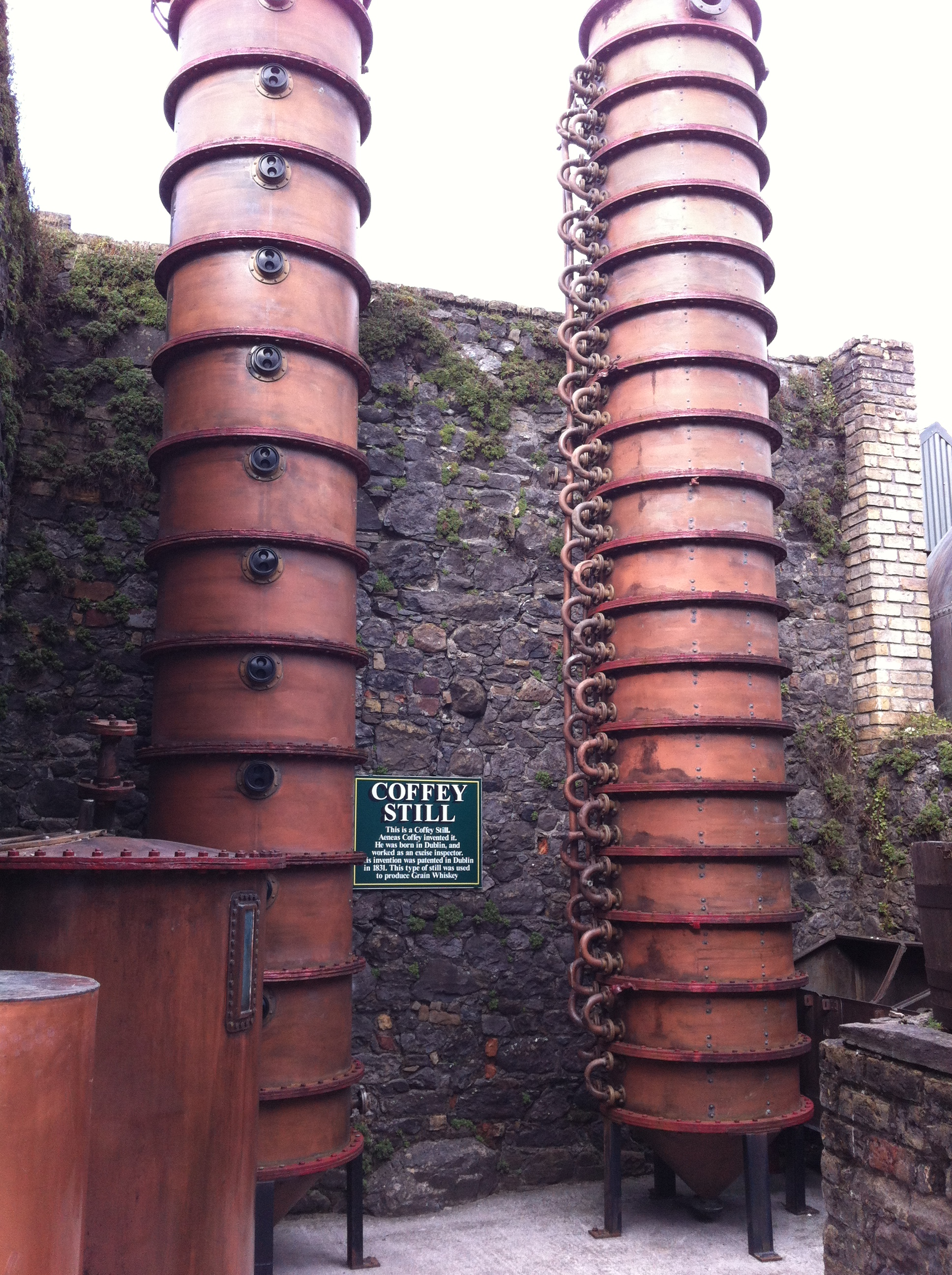
Coffey-lepárló az ír Kilbeggan szeszfőzdéből.

Az 1810-es években Jean Baptiste Cellier Blumenthal fejlesztette ki az első, folyamatos lepárlást és egyben finomítást végző oszlopos lepárlórendszert. Az 1820-as években elterjedő technológiát az ír származású Aeneas Coffey fejlesztette tovább a whiskygyártás igényeinek megfelelően, aki 1830-ban szabadalmaztatta a Coffey-lepárló első változatát. 1850-ben Andrew Usher megkezdte a hagyományos, rézüstökben többször lepárolt whisky és a Coffey-lepárlóban készült gabonaszesz keverékéből álló kevert whisky gyártását. Az új lepárlási módszert az ír whiskyfőzők egy része komolytalannak tartotta, és sokan azt állították, hogy az így készült ital egyáltalán nem is whisky. A skót kevert whisky leküzdhetetlen konkurenciája miatt azonban idővel a kevert ír whisky is széles körben elterjedtté vált, míg az amerikai whiskyfőzők többsége olyan hibrid lepárlórendszerre tért át, melyben a cefre lepárlása oszloppal, az alszesz finomítása azonban kisüsttel történik.

## Kevert skót whisky
A kevert skót whisky blended Scotch whisky néven kerül forgalomba. Kétféle összetevője a rézüstökben többszöri lepárlással készült malátawhisky és lepárlóoszlopokon készült gabonawhisky, mely utóbbit nem lehet 94,8%-nál erősebbre finomítani, tehát – bár hasonlít hozzá – nem finomszesz. Minden összetevőt legalább három évig kell érlelni. A blended malt Scotch whisky viszont nem kevert whisky, hanem kevert malátawhisky, azaz különböző főzdékből származó malátawhiskyk keveréke.
Skóciában a lepárlóüzemek kereskednek egymással, a legtöbb saját whiskyt nem palackozzák, hanem hordóban adják el más lepárlóknak, cégeknek (keverőüzemeknek) vagy magánszemélyeknek. A maradékot vásárolt whiskyvel keverve kevert whiskyként vagy kevert malátawhiskyként, illetve idegen whisky nélkül házasítatlan whiskyként palackozzák.

## Kevert ír whisky
A kevert ír whisky a világ nagy részét egyszerűen Irish whiskey néven kerül forgalomba, az Egyesült Államok piacán azonban csak blended Irish whiskey vagy Irish whiskey – a blend lehet a megnevezése. Összetevői – a skót kevert whiskyhez hasonlóan – többszöri lepárlású malátawhisky és tornyos finomítású gabonawhisky, de malátawhisky helyett az ír hagyomány szerinti pot still whiskyt, azaz többszöri lepárlású, részben malátázott árpawhiskyt is használnak.

## Egyéb kevert whiskyk az Európai Unióban
A vonatkozó uniós rendelet minden olyan szeszes italnál engedélyezi az „elegyített”, illetve „blended” jelzőt, amiben azonos fajtájú, de valamilyen módon (a gyártástechnológiában, a lepárlás módszerében, az érlelési idejükben vagy a gyártás földrajzi helyében) eltérő italokat kevertek össze. A skót whisky kivételével tehát olyan whiskyk is eladhatók az unió piacán „blended whisky” névvel, amelyek nem tartalmaznak malátawhiskyt vagy egyéb ízes gabonapárlatot, hanem kizárólag tornyos finomítású – de legalább három évig érlelt – gabonawhiskyből állnak.

## Kevert amerikai whisky
A kevert amerikai whisky (az amerikai angolban blended whiskey) Európában jobbára ismeretlen, mert a legtöbb képviselője nem felel meg a whisky uniós szabályozásának. Legalább 20% olyan whiskyt tartalmaz, amit nem finomítottak 80%-nál erősebbre és legalább 2 évig érleltek új, kiégetett tölgyfahordókban (azaz straight whiskyt). A maradék 80% alkohol egyéb whisky vagy akár finomszesz is lehet, amit nem kötelező érlelni, továbbá hozzáadhatók íz- és színezőanyagok is. Ha legalább 51% straight whiskyt tartalmaz, akkor annak a típusa is feltüntethető, például „blended bourbon whiskey” vagy „blended rye whiskey”.
A kevert amerikai whisky azonban nem eredetvédett termék, így az Európai Unióban nem az amerikai, hanem kizárólag az európai szabályozás határozza meg, hogy milyen amerikai whisky forgalmazható kevert amerikai whiskyként. Így például a Magyarországon forgalomba hozott kevert amerikai whiskynek egyáltalán nem kell straight whiskyt tartalmaznia, viszont minden összetevőjét legalább három évig kell érlelni.
Az olyan ismertebb amerikai whiskykfajták, mint a bourbon, a rye és a Tennessee whisky nem kevert whiskyk, hanem egyetlen fajta whiskyből állnak, és nem tartalmazhatnak 80%-nál erősebbre finomított párlatot. A gyártásukkor használt lepárlórendszer ötvözi a folyamatos lepárlást a kisüsti finomítással.

## Kevert kanadai whisky
A kanadai whiskyk többsége kevert whisky, ennek feltüntetését azonban sem a kanadai, sem az európai uniós szabályozás nem teszi kötelezővé, így Canadian whisky és blended Canadian whisky néven egyaránt kapható. Általában markánsabb ízű rozswhiskyt vagy bourbon-stílusú whiskyt kevernek a semlegesebb gabonawhiskyhez, mely utóbbi az ír és a skót gabonawhiskyhez hasonló: általában kukoricából készül, finomítótornyon közel jellegtelenre desztillálva, majd legalább 3 évig érlelve. A jellegtelen whisky aránya azonban általában magasabb (akár 9:1), mint a skót és az ír kevert whiskykben, innen a „barna vodka” gúnynév. Az enyhe gabonajelleg miatt a prémium változatok karakterét gyakran az érleléssel alakítják ki, de léteznek kimondottan markáns kanadai blendek is.

## Kevert japán whisky
Japánban az egyes cégek (Suntory, Nikka, stb.) nem kereskednek egymással, ezért csak a saját lepárlóik maláta- és gabonawhiskyjeit keverhetik, és a választékuk így szűkösebb. Minőségben azonban felveszik a versenyt a legjobb skót whiskykkel, ami a gyártási mintájuk.

## Ismertebb márkák

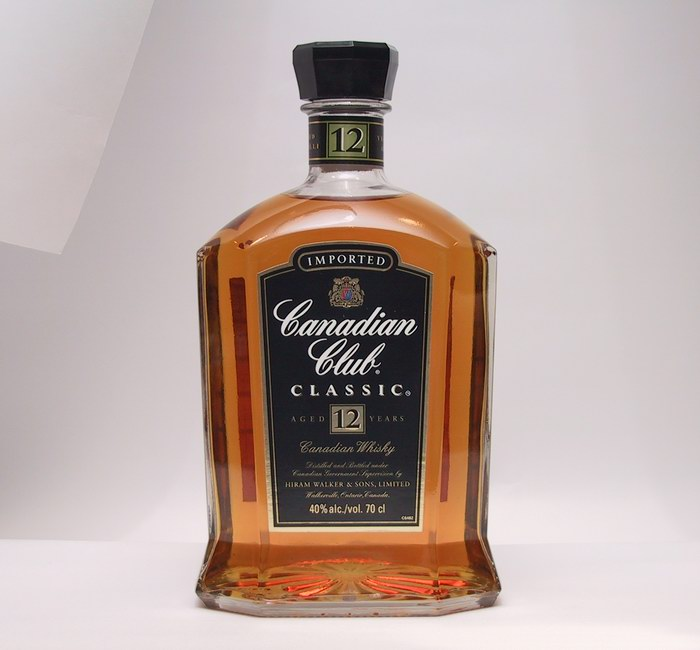
Canadian Club

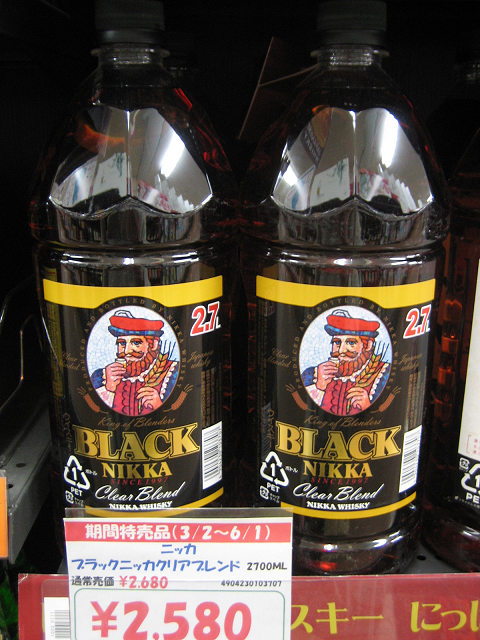
Black Nikka japán blend

Néhány ismertebb blended skót whisky:
- Johnnie Walker
- Chivas Regal
- Ballantine's
- Black & White
- Grant's
- Islay Mist
- Old Smuggler
- VAT 69
- White Horse
- White Label
- J & B
- Whyte & Mackay

Néhány ismertebb blended ír whiskey:
- Jameson
- Bushmills
- Tullamore Dew
- Paddy
- Kilbeggan

Néhány ismertebb blended kanadai whiskey:
- Canadian Club
- Black Velvet
- Crown Royal

Néhány blended japán whisky:
- Black Nikka